# José de Antequera y Castro
José Miguel de Antequera Enríquez, passato alla storia come José de Antequera y Castro (Panama, 1º gennaio 1689 – Lima, 5 luglio 1735), è stato un politico e rivoluzionario spagnolo di origine creola.
Inviato in Paraguay come giudice con il compito di investigare sull'allora governatore della Provincia, ne divenne governatore egli stesso. Fatto catturare dal viceré del Perù, fu in seguito condannato a morte da questi.

## Biografia
José Miguel de Antequera Enríquez nacque a Panama il 1º gennaio 1689; padre, don José Francisco de Antequera Enríquez, apparteneva ad una nobile famiglia spagnola, originaria di Guadalajara, e ricopriva all'epoca la carica di auditore presso la Audiencia di Panama. Dopo aver completato gli studi di giurisprudenza a Charcas, della cui Audiencia il padre era diventato presidente, nel 1713 si trasferì in Spagna, dove fu introdotto alla corte di Filippo V. Fu in questo periodo che cambiò il suo secondo cognome, dopo che lo zio materno Alonso de Castro lo lasciò erede di tutti i suoi beni e titoli.

### In Paraguay
Dopo aver trascorso quattro anni in Spagna, José de Antequera tornò nelle colonie, dove ricoprì la carica di auditore presso la Audiencia di Charcas. Il 15 gennaio 1721 fu inviato ad Asunción in qualità di giudice; il suo ruolo consisteva nell'investigare sulle pesanti accuse che il cabildo aveva rivolto al governatore della Provincia del Paraguay, Diego de los Reyes Balmaceda. Il viceré del Perù nominò il giudice governatore provvisorio della Provincia.
Rimosso il governatore, Antequera conquistò subito le simpatie dei coloni spagnoli e dei creoli e l'aperta ostilità dei gesuiti, in precedenza protetti da Reyes; nel febbraio del 1722 quest'ultimo fu restaurato nella sua carica ma prima della fine dell'anno fu ancora José de Antequera a riprendere il potere, convincendo il Cabildo a resistere all'ordine del viceré.
I gesuiti, invisi ai coloni per la loro opposizione a sottoporre gli indigeni ai lavori forzati da parte dei proprietari terrieri e per godere di ampi privilegi, furono espulsi dal territorio del governatorato; Antequera sconfisse il 25 agosto 1724 sul fiume Tebicuary un esercito che gli mosse contro da Buenos Aires, comandato dal colonnello Baltazar García Ros e catturò Reyes Balmaceda, nel frattempo rifugiatosi a Corrientes.

### Il processo
Il viceré José de Armendáriz ordinò nel 1724 al governatore del Río de la Plata Bruno Mauricio de Zabala di sopprimere la ribellione e riportare Antequera a Lima. All'approssimarsi di questa armata José de Antequera fu abbandonato dai suoi seguaci; condotto a Charcas, fu qui arrestato e tradotto in carcere a Lima, dove sostenne un processo lungo 5 anni, nel quale assolse da solo alla propria difesa avvalendosi dei documenti che era riuscito a portare da Asunción.

### La morte
Il 3 luglio 1731 il viceré firmò la sentenza di morte per decapitazione. Il 5 luglio 1731, giorno fissato per l'esecuzione, mentre José de Antequera si avviava al patibolo scoppiò a Lima un tumulto nel quale rimase ucciso lo stesso condannato.
Nel 1776 il re Carlo III di Spagna riabilitò José de Antequera dichiarandolo “ministro onesto, fedele e leale”.

### Curiosità
In suo onore la citta sorta dove attraccò per la prima volta con la sua nave all'arrivo in Paraguay, nel dipartimento di San Pedro, è stata chiamata  Antequera.